# ليستير فراير
ليستير فراير هو سياسي أمريكي، ولد في 19 أغسطس 1919 في Colebrookdale Township, Pennsylvania ‏ في الولايات المتحدة، وتوفي في 5 مايو 1990 في هرشي في الولايات المتحدة. نشط حزبياً في الحزب الديمقراطي. وقد انتخب عضو مجلس نواب بنسيلفانيا ‏.